# Lavagna
Lavagna is een gemeente in de Italiaanse provincie Genua (regio Ligurië) en telt 13.120 inwoners (31-12-2004). De oppervlakte bedraagt 13,9 km², de bevolkingsdichtheid is 992 inwoners per km².
De volgende frazioni maken deel uit van de gemeente: Cavi di Lavagna, Santa Giulia.

## Demografie
Lavagna telt ongeveer 6216 huishoudens. Het aantal inwoners daalde in de periode 1991-2001 met 3,5% volgens cijfers uit de tienjaarlijkse volkstellingen van ISTAT. De naam Lavagna duidt op de aanwezigheid van grijze leisteen in dit deel van de Ligurische Alpen, die hier de kustlijn vormen.
| Jaar | Inwoneraantal |
| ---- | ------------- |
| 1991 | 13.403        |
| 2001 | 12.940        |

## Geografie
Lavagna grenst aan de volgende gemeenten: Chiavari, Cogorno, Ne, Sestri Levante.

## Galerij

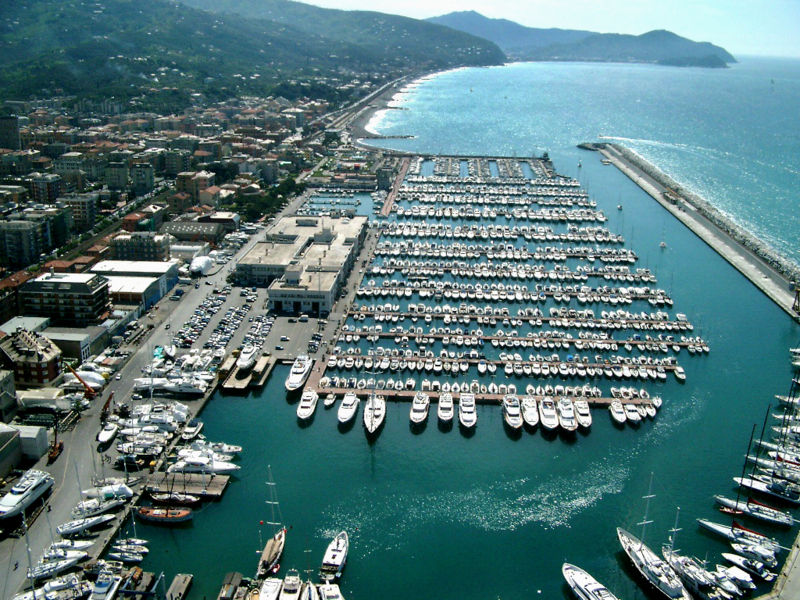
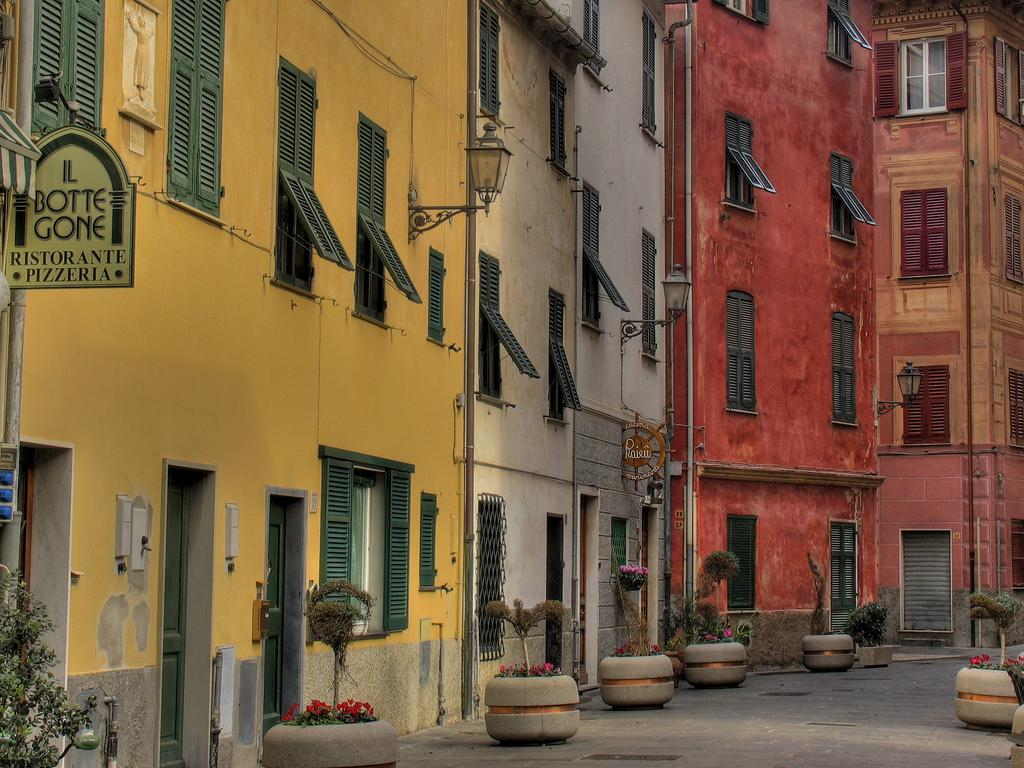
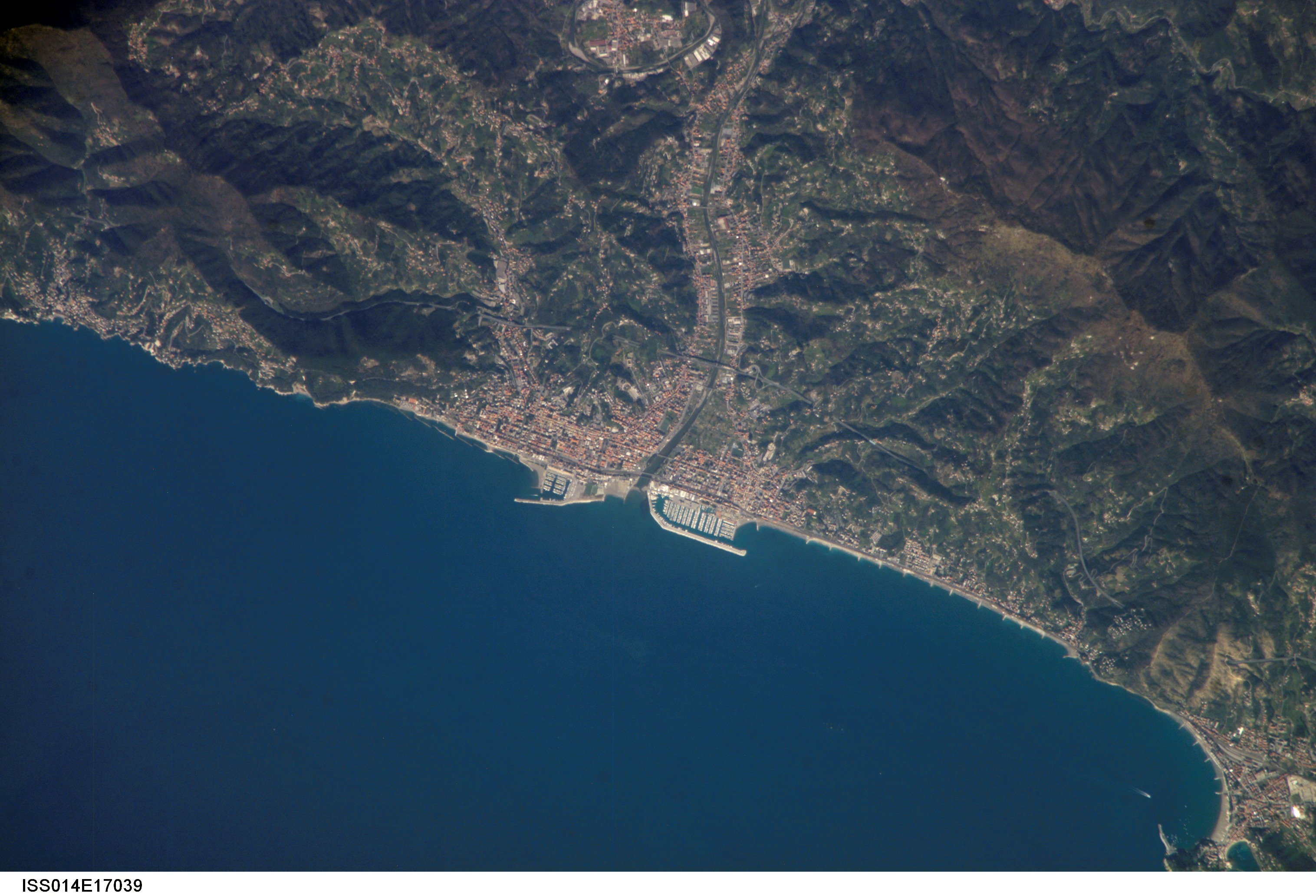
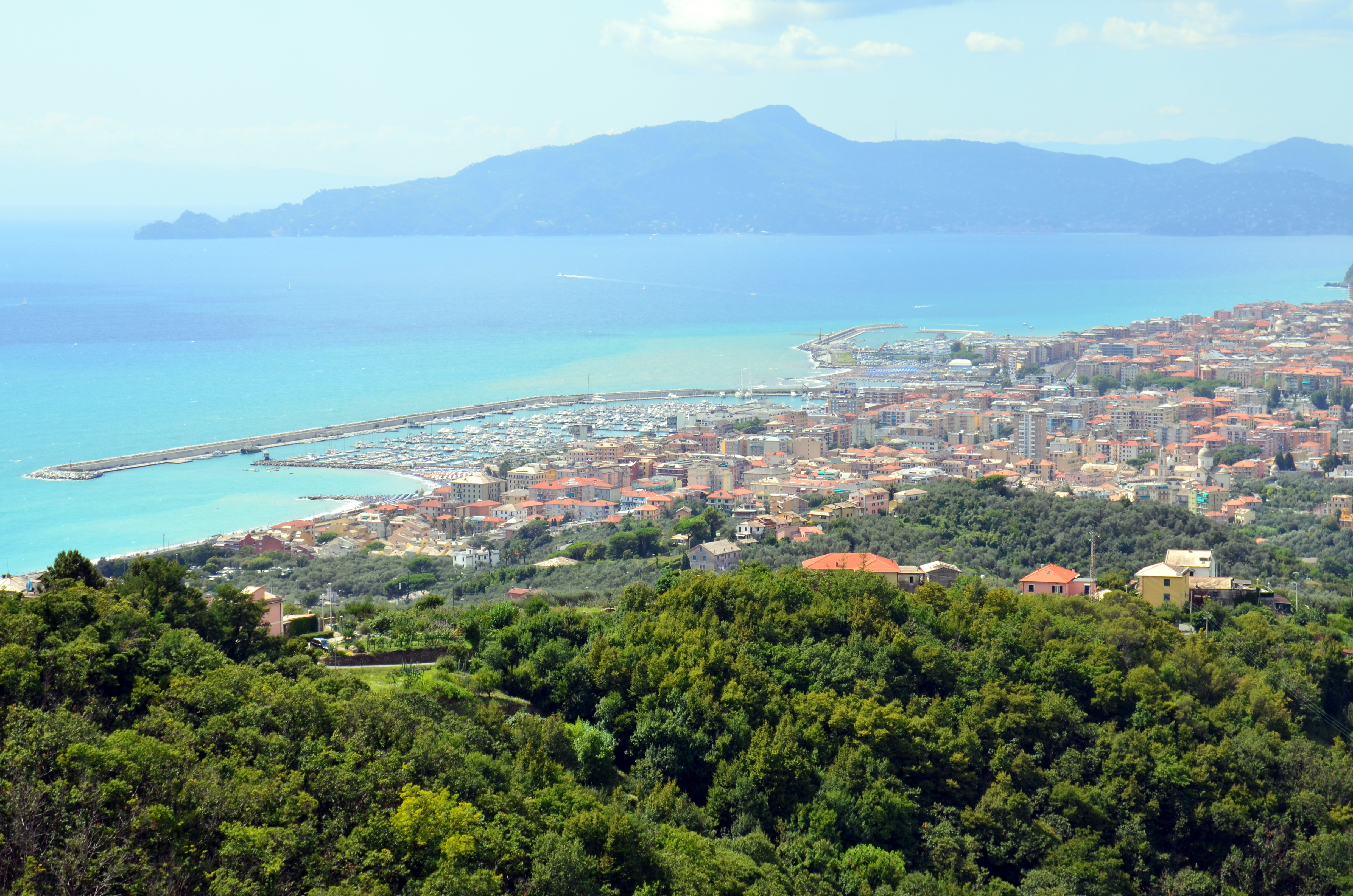
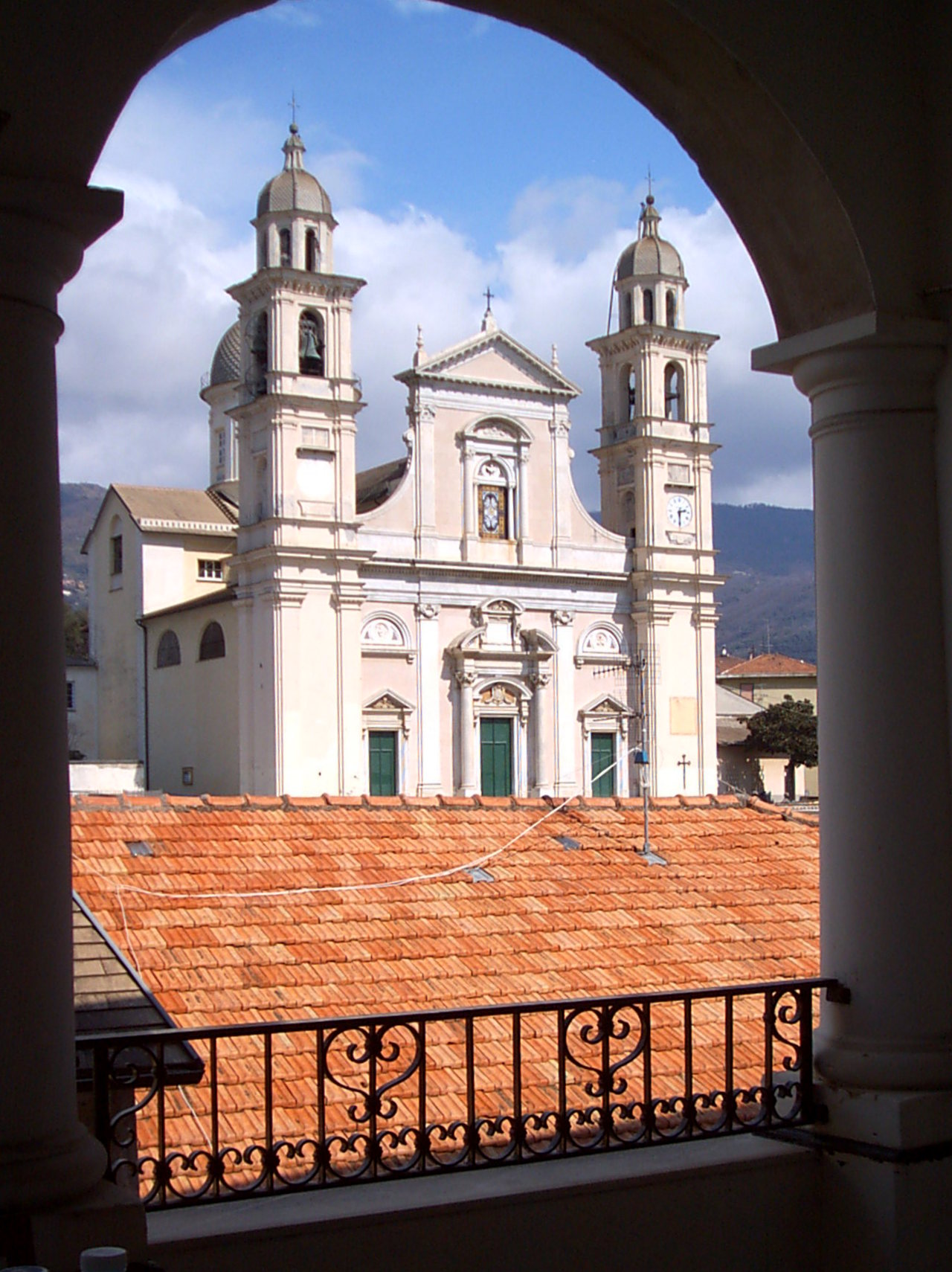
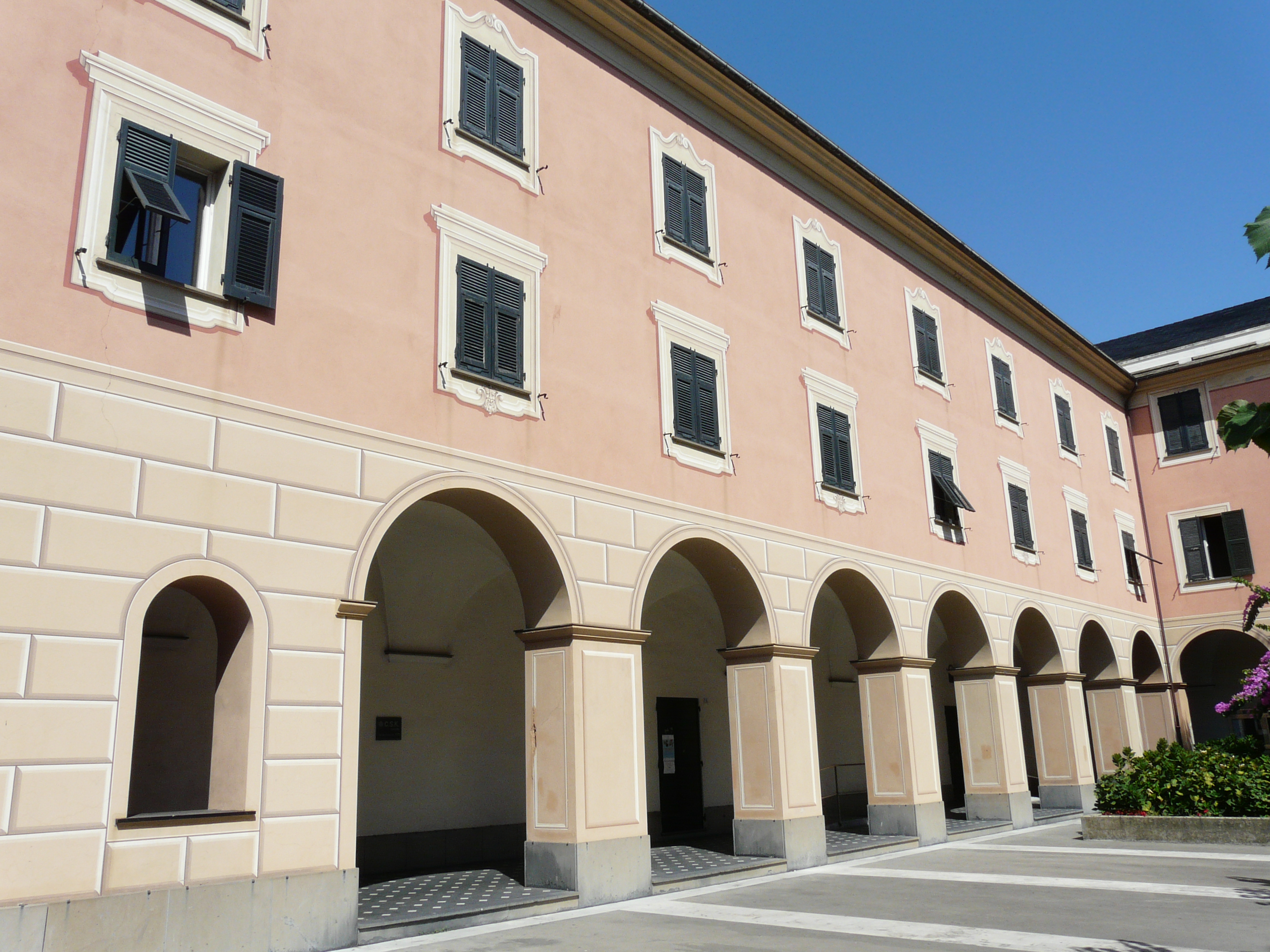
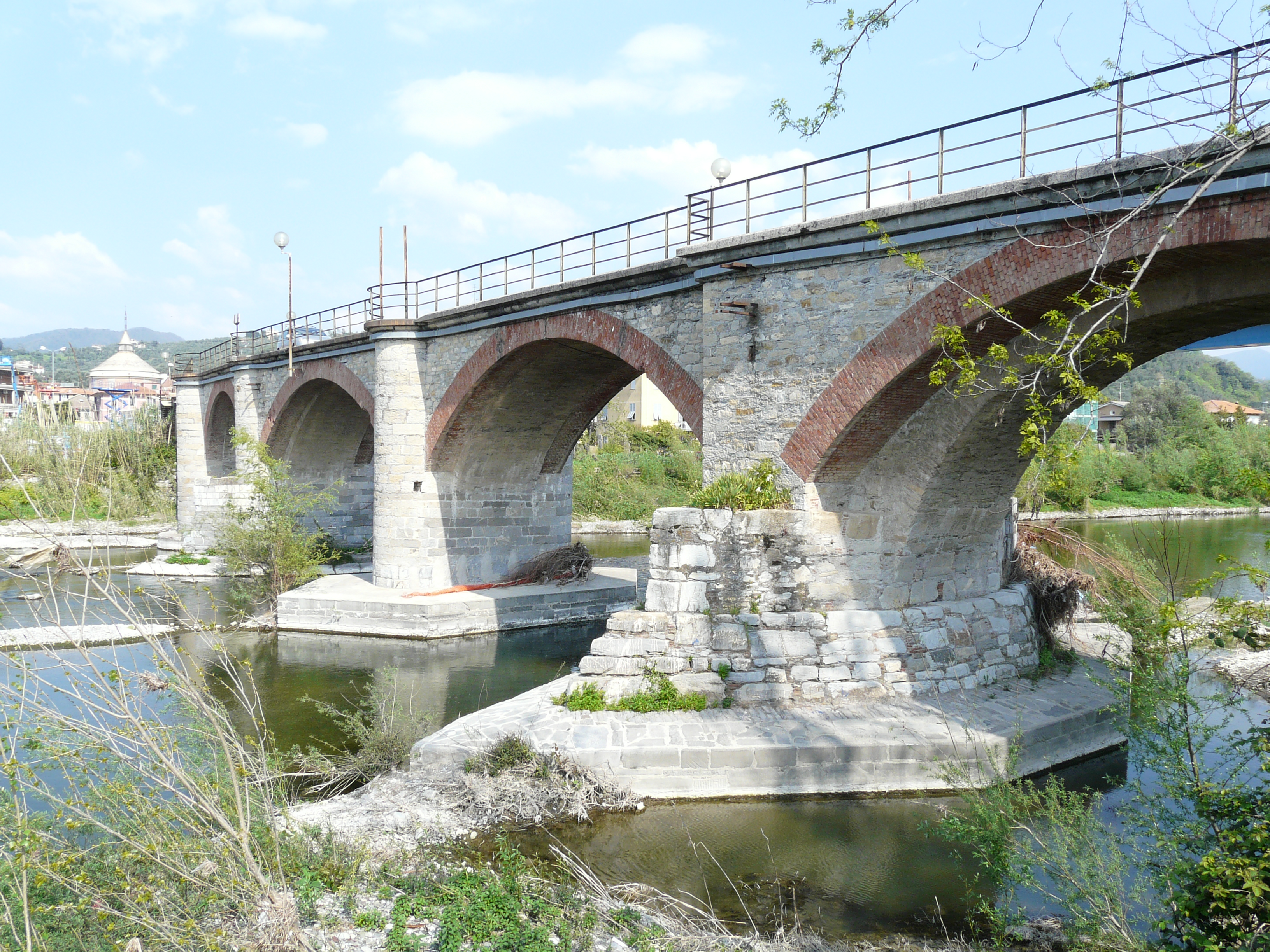
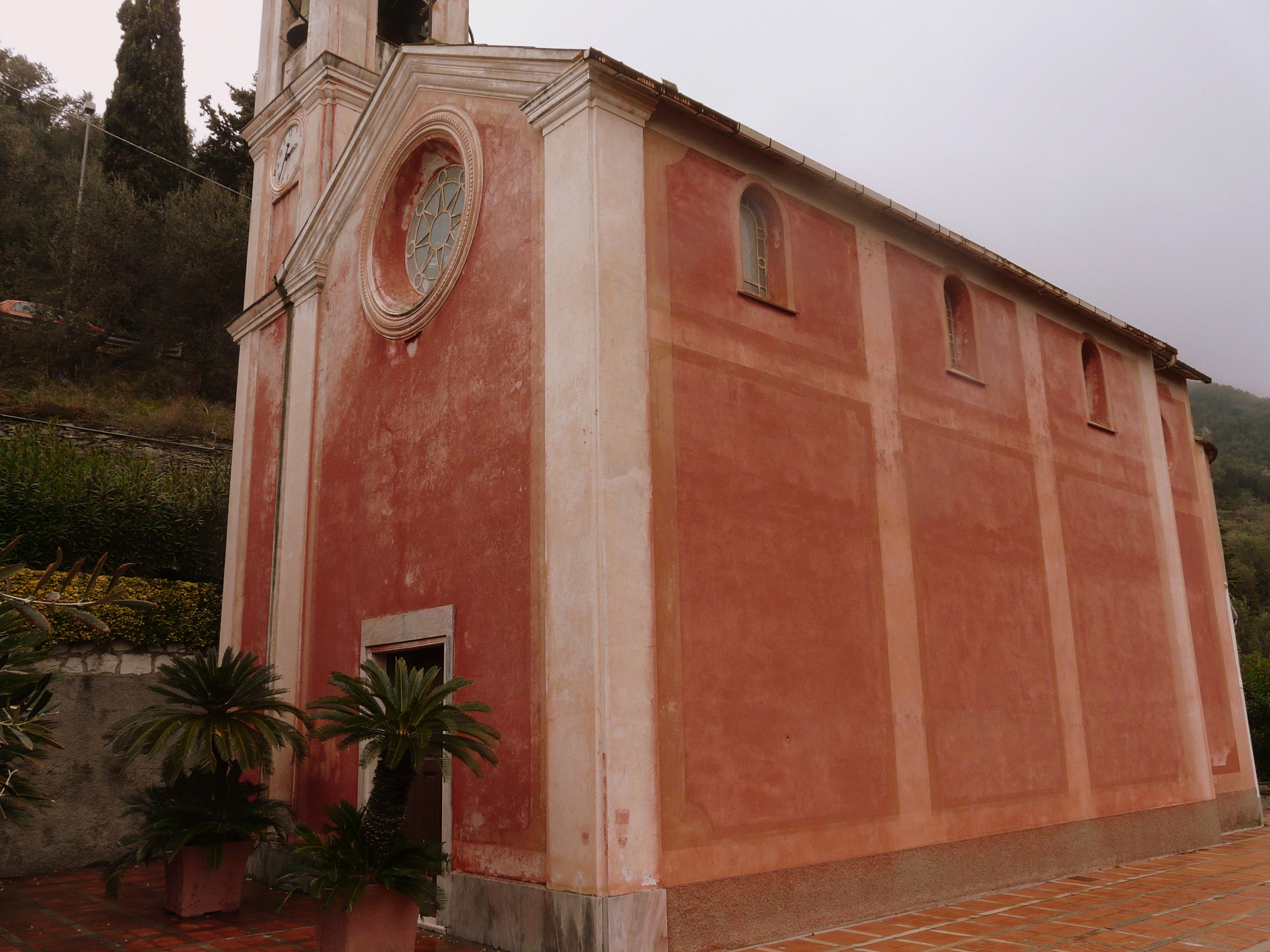

## Geboren
- Marco Murgano (1998), wielrenner